# Conophytum
Conophytum is een geslacht uit de ijskruidfamilie (Aizoaceae). De soorten komen voor in het zuiden van Namibië en in het westen en zuiden van de Kaapprovincie in Zuid-Afrika.

## Soorten
- Conophytum achabense S.A.Hammer
- Conophytum acutum L.Bolus
- Conophytum albiflorum (Rawé) S.A.Hammer
- Conophytum angelicae (Dinter & Schwantes) N.E.Br.
- Conophytum antonii S.A.Hammer
- Conophytum armianum S.A.Hammer
- Conophytum auriflorum Tischer
- Conophytum bachelorum S.A.Hammer
- Conophytum bicarinatum L.Bolus
- Conophytum bilobum (Marloth) N.E.Br.
- Conophytum blandum L.Bolus
- Conophytum bolusiae Schwantes
- Conophytum breve N.E.Br.
- Conophytum brunneum S.A.Hammer
- Conophytum bruynsii S.A.Hammer
- Conophytum burgeri L.Bolus
- Conophytum buysianum A.R.Mitch. & S.A.Hammer
- Conophytum calculus (A.Berger) N.E.Br.
- Conophytum caroli Lavis
- Conophytum carpianum L.Bolus
- Conophytum chauviniae (Schwantes) S.A.Hammer
- Conophytum chrisocruxum S.A.Hammer
- Conophytum chrisolum S.A.Hammer
- Conophytum comptonii N.E.Br.
- Conophytum concavum L.Bolus
- Conophytum confusum A.J.Young, Rodgerson, S.A.Hammer & Opel
- Conophytum crateriforme A.J.Young, Rodgerson, Harrower & S.A.Hammer
- Conophytum cubicum Pavelka
- Conophytum depressum Lavis
- Conophytum devium G.D.Rowley
- Conophytum ectypum N.E.Br.
- Conophytum ernstii S.A.Hammer
- Conophytum fibuliforme (Haw.) N.E.Br.
- Conophytum ficiforme (Haw.) N.E.Br.
- Conophytum flavum N.E.Br.
- Conophytum fraternum (N.E.Br.) N.E.Br.
- Conophytum friedrichiae (Dinter) Schwantes
- Conophytum frutescens Schwantes
- Conophytum fulleri L.Bolus
- Conophytum globosum (N.E.Br.) N.E.Br.
- Conophytum halenbergense (Dinter & Schwantes) N.E.Br.
- Conophytum hammeri G.Will. & H.C.Kenn.
- Conophytum hanae Pavelka
- Conophytum herreanthus S.A.Hammer
- Conophytum hians N.E.Br.
- Conophytum hyracis S.A.Hammer
- Conophytum irmae S.A.Hammer & Barnhill
- Conophytum jarmilae Halda
- Conophytum joubertii Lavis
- Conophytum jucundum (N.E.Br.) N.E.Br.
- Conophytum klinghardtense Rawé
- Conophytum limpidum S.A.Hammer
- Conophytum lithopsoides L.Bolus
- Conophytum loescheanum Tischer
- Conophytum longibracteatum L.Bolus
- Conophytum longum N.E.Br.
- Conophytum luckhoffii Lavis
- Conophytum lydiae (H.Jacobsen) G.D.Rowley
- Conophytum marginatum Lavis
- Conophytum maughanii N.E.Br.
- Conophytum meyeri N.E.Br.
- Conophytum minimum (Haw.) N.E.Br.
- Conophytum minusculum (N.E.Br.) N.E.Br.
- Conophytum minutum (Haw.) N.E.Br.
- Conophytum mirabile A.R.Mitch. & S.A.Hammer
- Conophytum obcordellum (Haw.) N.E.Br.
- Conophytum obscurum N.E.Br.
- Conophytum pageae (N.E.Br.) N.E.Br.
- Conophytum pellucidum Schwantes
- Conophytum phoeniceum S.A.Hammer
- Conophytum piluliforme (N.E.Br.) N.E.Br.
- Conophytum pium S.A.Hammer
- Conophytum praesectum N.E.Br.
- Conophytum pubescens (Tischer) G.D.Rowley
- Conophytum pubicalyx Lavis
- Conophytum quaesitum (N.E.Br.) N.E.Br.
- Conophytum ratum S.A.Hammer
- Conophytum reconditum A.R.Mitch.
- Conophytum regale Lavis
- Conophytum ricardianum Losch & Tischler
- Conophytum roodiae N.E.Br.
- Conophytum rubrolineatum Rawé
- Conophytum rugosum S.A.Hammer
- Conophytum saxetanum (N.E.Br.) N.E.Br.
- Conophytum schlechteri Schwantes
- Conophytum semivestitum L.Bolus
- Conophytum smaleorum Rodgerson & A.J.Young
- Conophytum smorenskaduense de Boer
- Conophytum stephanii Schwantes
- Conophytum stevens-jonesianum L.Bolus
- Conophytum subfenestratum Schwantes
- Conophytum subterraneum Smale & T.Jacobs
- Conophytum swanepoelianum Rawé
- Conophytum tantillum N.E.Br.
- Conophytum taylorianum (Dinter & Schwantes) N.E.Br.
- Conophytum truncatum (Thunb.) N.E.Br.
- Conophytum turrigerum (N.E.Br.) N.E.Br.
- Conophytum uviforme (Haw.) N.E.Br.
- Conophytum vanheerdei Tischer
- Conophytum velutinum Schwantes
- Conophytum verrucosum (Lavis) G.D.Rowley
- Conophytum violaciflorum Schick & Tischer
- Conophytum wettsteinii (A.Berger) N.E.Br.
- Conophytum youngii Rodgerson

## Hybriden
- Conophytum ×cupreiflorum Tischer
- Conophytum ×marnierianum Tischer & H.Jacobsen

... · 
Antimima · 
Argyroderma · 
Carpobrotus · 
Disphyma · 
Dorotheanthus · 
Gibbaeum · 
Lapidaria · 
Lithops · 
Mesembryanthemum · 
Sceletium · 
Tetragonia · 
...